# 榊原忠長
榊原 忠長（さかきばら ただなが）は、安土桃山時代から江戸時代初期にかけての武将。上野国館林藩の世嗣。

## 略歴
上野国館林藩初代藩主・榊原康政の次男として誕生。
同母兄・大須賀忠政が外祖父亡き後の大須賀家を継いだため、榊原家の世子となった。関ヶ原の戦いでも父に従って第二次上田合戦などに参戦している。しかし、家督相続以前の慶長9年（1604年）、父に先立ち20歳で子の無いまま死去した。
世子の座には異母弟・康勝が就き、父の死後、家督を相続した。